# Ștefan cel Mare (Vaslui)
Ştefan cel Mare é uma comuna romena localizada no distrito de Vaslui, na região de Moldávia. A comuna possui uma área de 48.96 km² e sua população era de 3467 habitantes segundo o censo de 2007.